# Общественник
Общественник — деревня  в Московской области России. Входит в городской округ Солнечногорск, относится к территориальному управлению Андреевка в рамках администрации городского округа. 
Население — 71 чел. (2010).

## География
Расположена в центральной части Московской области, на юге городского округа, примерно в 26 км к югу от центра города Солнечногорска и 22 км к северо-западу от Московской кольцевой автодороги, на левом берегу реки Горетовки, рядом с Пятницким шоссе Р111. В деревне три улицы — Братская, Ополченцев и Тихая. Ближайшие населённые пункты — Бакеево, Баранцево и Горетовка.

## История
С 1994 до 2005 года деревня входила в Андреевский сельский округ Солнечногорского района.
С 2005 до 2019 года деревня включалась в городское поселение Андреевка Солнечногорского муниципального района Московской области, с 2019 года стала относиться к территориальному управлению Андреевка в рамках администрации городского округа Солнечногорск.

## Население
| 2002 | 2010 |
| ---- | ---- |
| 30   | ↗71  |